# Монро (Пенсільванія)
Монро (англ. Monroe) — місто (англ. borough) в США, в окрузі Бредфорд штату Пенсільванія. Населення — 478 осіб (2020).

## Географія
Монро розташоване за координатами 41°42′44″ пн. ш. 76°28′30″ зх. д. / 41.71222° пн. ш. 76.47500° зх. д. (41.712133, -76.475056).  За даними Бюро перепису населення США в 2010 році місто мало площу 1,29 км², з яких 1,28 км² — суходіл та 0,01 км² — водойми.

## Демографія
Згідно з переписом 2010 року, у селищі мешкали 554 особи в 220 домогосподарствах у складі 154 родин. Густота населення становила 429 осіб/км².  Було 232 помешкання (180/км²).
Расовий склад населення:
| - 98,0 % — білих - 0,9 % — чорних або афроамериканців - 0,5 % — корінних американців - 0,2 % — азіатів |

До двох чи більше рас належало 0,2 %. Частка іспаномовних становила 2,2 % від усіх жителів.
За віковим діапазоном населення розподілялося таким чином: 22,7 % — особи молодші 18 років, 59,4 % — особи у віці 18—64 років, 17,9 % — особи у віці 65 років та старші. Медіана віку мешканця становила 40,7 року. На 100 осіб жіночої статі у селищі припадало 98,6 чоловіків;  на 100 жінок у віці від 18 років та старших — 92,8 чоловіків також старших 18 років.
Середній дохід на одне домашнє господарство  становив 67 385 доларів США (медіана — 60 750), а середній дохід на одну сім'ю — 72 165 доларів (медіана — 68 000). Медіана доходів становила 45 833 долари для чоловіків та 30 714 долари для жінок. За межею бідності перебувало 12,5 % осіб, у тому числі 17,3 % дітей у віці до 18 років та 0,0 % осіб у віці 65 років та старших.
Цивільне працевлаштоване населення становило 314 осіб. Основні галузі зайнятості: виробництво — 28,0 %, освіта, охорона здоров'я та соціальна допомога — 17,8 %, роздрібна торгівля — 10,5 %, мистецтво, розваги та відпочинок — 10,5 %.